# Єзепов Михайло Іванович
Єзепов Михайло Іванович (рос. Езепов Михаил Иванович) — радянський і російський актор театру і кіно, театральний режисер.

## Біографічні відомості
Народився 19 квітня 1945 року. Закінчив Школу-Студію МХАТ.
У середині 90-х створив свій маленький театр «Трієдінство», яким керує дотепер.

## Фільмографія
- 1969 — «Егмонт» (фільм-спектакль) — принц Оранський
- 1969 — «Небувала історія» (фільм-спектакль)
- 1970 — «Серце Росії»
- 1972 — «Четвертий» — епізод
- 1972 — «Свеаборг»
- 1973 — «З веселощами й відвагою»
- 1973 — «Ця весела планета»
- 1974 — «Час її синів»
- 1974 — «Веселий калейдоскоп»
- 1974 — «Народжена революцією» (Кіностудія ім. О. Довженка)
- 1975 — «Не віддавай королеву» (Кіностудія ім. О. Довженка)
- 1975 — «Альохін — людина „дорожня“» (короткометражний)
- 1976 — «Ати-бати, йшли солдати…» — Михайло (співак — син Мятнікова) (Кіностудія ім. О. Довженка)
- 1976 — «Така вона, гра» (Кіностудія ім. О. Довженка)
- 1978 — «Алтунін приймає рішення» (Кіностудія ім. О. Довженка)
- 1979 — «Подорож в інше місто»
- 1982 — «Сімейна справа» (Кіностудія ім. О. Довженка)
- 1985 — «Стрибок» (Кіностудія ім. О. Довженка)
- 1986 — «Бармен із „Золотого якоря“»
- 1986 — «Скажіть їм правду» (фільм-спектакль)
- 1986 — «Загибель поета» (фільм-спектакль)
- 1990 — «Ворог народу — Бухарін»
- 1991 — «Кремлівські таємниці шістнадцятого століття»

та інші фільми…